# Bare (kanton zachodniohercegowiński)
Bare – wieś w Bośni i Hercegowinie, w Federacji Bośni i Hercegowiny, w kantonie zachodniohercegowińskim, w gminie Posušje. W 2013 roku pozostawała niezamieszkana.